# رنه لاکست
 رنه لاکست (فرانسوی: René Lacoste‎؛ زاده ۲ ژوئیهٔ ۱۹۰۴ – درگذشته ۱۲ اکتبر ۱۹۹۶) تنیس باز فرانسوی و بنیان گذار شرکت کالاهای لوکس و ورزشی لاکست بود.